# Wiesent (dopływ Regnitz)

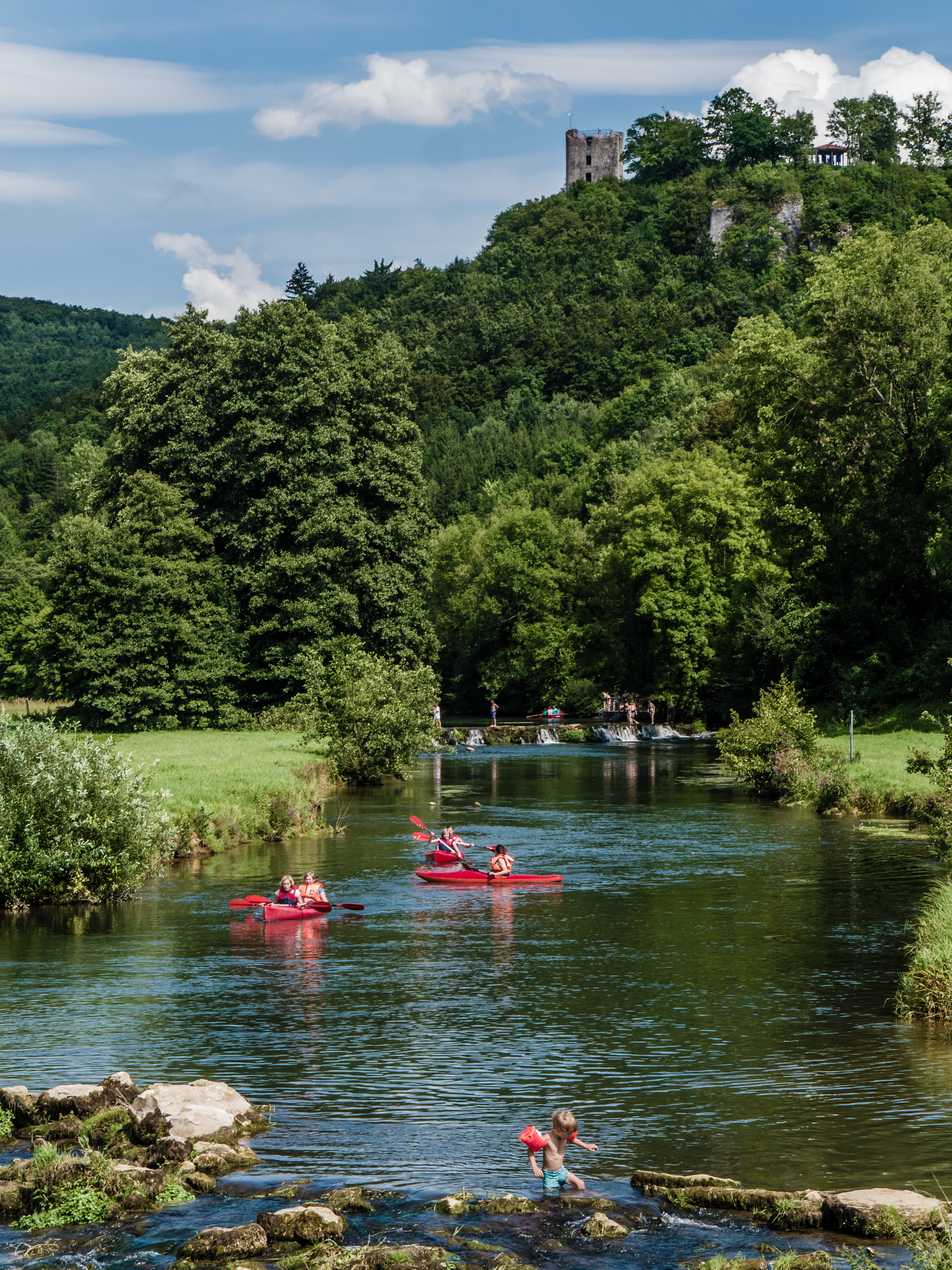
Spływ kajakowy koło Neideck

Wiesent – rzeka w Bawarii, w Niemczech, o długości około 78 km, będąca dopływem rzeki Regnitz. Należy do dorzecza Menu i Renu. Jest główną rzeką Szwajcarii Frankońskiej i lubianym miejscem spływów kajakowych.
Rzeka wypływa w gminie Stadelhofen a uchodzi do Regnitz, koło Forchheim. Przepływa przez: Stadelhofen, Treunitz, Hollfeld, Gößweinstein, Wiesenttal, Ebermannstadt i Forchheim.

## Dopływy
Główne dopływy Wiesent to: 
- Kainach
- Truppach
- Zeubach
- Aufseß
- Püttlach
- Leinleiter
- Trubach
- Ehrenbach
- Reihtgraben